# كوهي توكيتا
كوهي توكيتا (باليابانية: 土岐田 洸平) (16 مارس 1986 في ماتشيدا في اليابان – )؛ هو لاعب كرة قدم ياباني سابق كان يلعب كلاعب وسط.

## وصلات خارجية
- كوهي توكيتا على موقع رابطة كرة القدم اليابانية للمحترفين (اليابانية)
- كوهي توكيتا على موقع قاعدة بيانات كرة القدم.إي يو (الإنجليزية)
- كوهي توكيتا على موقع Soccerway.com (الإنجليزية)
- كوهي توكيتا على موقع عالم كرة القدم.نت (الإنجليزية)